# 博京
50°45′21″N 25°37′9″E / 50.75583°N 25.61917°E
博京（烏克蘭語：Ботин），是烏克蘭的村落，位於該國西部沃倫州，由盧茨克區負責管轄，始建於1577年，面積0.62平方公里，海拔高度224米，2001年人口147，人口密度每平方公里237.1人。